# Alegeri prezidențiale în Armenia, 2008
In Armenia, pe 19 feb 2008 s-au organizat alegeri prezidentiale. Conform rezultatelor oficiale primul ministru al Armeniei Serzh Sargsyan a castigat alegerile din primul tur, insa acest lucru este contestat de catre fostul presedinte Levon ter-Petrossian care s-a clasat al doilea.
Candidatura lui Sargsyan a fost susținută de către fostul Președinte al Armeniei Robert Kocharyan[1]$ (Care nu era eligibil pentru un al treilea mandat consecutiv). Au mai candidat si Levon Ter-Petrossian  si Vahan Hovhannisyan, in calitate de vicepresedinte al Adunarii Nationale, reprezentand Federatia Revolutionara Armeana. Ca si candidat al celui mai important partid de opozitie (Statul de Drept) a participat  parlamentarul Artur Baghdasarian.
Pana la termenul de inregistrare al candidaturilor (6 decembrie 2007) s-au inregistrat urmatorii :
•	Artur Baghdasarian de la Statul de Drept 
•	Artashes Geghamyan de la Partidul Unitatii naționale
•	Aram Harutyunyan de la Partidul Național de conciliere 
•	Vahan Hovhannisyan de la Federația Revoluționară Armeana 
•	Tigran Karapetyan de la Partidul Popular 
•	Vazgen Manukyan de la Uniunea Națională Democrată 
•	Arman Melikyan 
•	Serzh Sargsyan de la Partidul Republican din Armenia 
•	Levon Ter-Petrossian 
Raffi Hovannisian de la Heritage si Aram Karapetyan de la New Times,de asemenea au incercat sa se inregistreze dar le-au fost refuzate certificatele de rezidenta in Armenia in ultimii zece ani de catre Departamentul de Politie armeana a pasapoartelor.
Ter-Petrossian si-a anunțat oficial candidatura sa într-un discurs în Erevan la 26 octombrie 2007. El a acuzat Kocharyan de funcționarea "unui regim instituționalizat de tip mafiot", care a fost responsabil de corupție si care implica un furt de "cel puțin trei-patru miliarde de dolari" în ultimii cinci ani. El a criticat, de asemenea, afirmatiile guvernului privind creșterea economică și a susținut că Kocharyan și Sargsyan au ajuns să accepte o soluție la problema Nagorno-Karabah care a fost efectiv aceeași soluție pe care el a propus zece ani mai devreme, deși acestia s-au opus cu tărie la momentul respectiv. 

## Campania electorala și alegerile
Campania electorală a început la 21 ianuarie 2008. La deschiderea campaniei electorale, Ter-Petrossian a denunțat cu înverșunare Sargsyan și Kocharyan, acuzându-i de o conducere "prin furt și anti-populara", și a spus că el a fost sigur de victoria sa, admitand în același timp "dezamăgiri" și "critici dure", în ceea ce privește președinția lui mai devreme în timpul anilor 1990. La rândul său, Baghdasarian a lansat un manifest de 32 de pagini pentru campania sa, promitand sa "elimine corupția și deturnarea de fonduri" și sa asigure "egalitatea în fața legii" și "o creștere drastică a nivelului de trai al poporului". Hovhannisyan a candidat în pofida participării partidului său, Federația Revoluționară Armeană, în coaliția de guvernamant; in campania sa a promis inclusiv destrămarea monopolurilor, promovarea dezvoltării economice, precum și măsuri anti-corupție. Geghamyan, candidatul Partidului Unității Naționale, a deschis campania sa prin denunțarea lui Ter-Petrossian. Unii membri ai opoziției au sugerat că Geghamyan era de fapt omul guvernului in incercarea de a-l submina pe Ter-Petrossian. 
Ter-Petrossian l-a criticat pe Baghdasarian pentru derularea propriei campanii în loc de coalizare pentru sustinerea candidaturii lui Ter-Petrossian, numindu-l un "trădător" și spunând că el a fost pentru sprijinirea în mod eficient a lui Sargsyan. După ce Baghdasarian a respins ultimatumul lui Ter-Petrossian, un ziar pro-Ter-Petrossian, Haykakan Zhamanak, a insinuat că Baghdasarian ar fi avut un "comportament sexual deviant"
În afară de Partidul Republican (HHK), Sargysan a fost susținută si de către Armenia Prosperă (BHK). 
S-a considerat ca era foarte probabil ca Sargsyan sa castige în primul tur, iar locul al doilea sa-I revina fie fostului președinte Ter-Petrossian sau lui Baghdasarian, care a concurat cu un program pro-UE și o platformă pro-NATO. Primele rezultate și rapoarte de la observatorii OSCE erau asteptate pe 20 februarie 2008, iar rezultatul final urma sa fie anunțat în termen de șapte zile. 
Potrivit sondajelor de la ieșirea de la urne, Sargsyan a câștigat alegerile din primul tur cu 57%, iar Ter-Petrossian s-a clasat al doilea, cu 17%. Partidele de opoziție au declarat că alegerile au fost frauduloase. Ter-Petrossian a acuzat guvernul de fraudarea alegerilor și a dorit organizarea unui miting la Erevan pe 20 februarie, care sa protesteze față de rezultatele oficiale și sa sărbătoreasca victoria lui. OSCE și observatorii din Vest au spus că alegerile au fost libere și corecte în mare parte.Cu toate acestea, raportul observatorilor OSCE a sustinut ca procesul de numărare a votului a fost "prost sau foarte prost", în 15% din secțiile de votare observate, și Edgar Vazquez de la Departamentul de Stat al Statelor Unite a spus că SUA a fost "îngrijorata" cu privire acest lucru.
La data de 20 februarie, rezultatele de la toate sectiile de votare 1923 l-au arătat pe Sargsyan cu 52.86% din voturi (863544 voturi). Ter-Petrossian s-a plasat al doilea, cu 21,5% (351306 voturi) iar Baghdassaryan al treilea, cu 16,67% (272256 voturi.Hovannisyan s-a plasat al patrulea, cu 6,2% și Manukyan al cincilea, cu 1,5%. Ceilalți candidați au primit mai puțin de 1% din voturi. Prezența la vot a fost de aproximativ 70%.
Sargysan a mulțumit oamenilor pentru "sprijinul copleșitor" ce I s-a oferit și a spus că el va fi "presedintele tuturor armenilor". Un purtator de cuvant al Partidului Republican al lui Sargysan a susținut că alegerile au fost cele mai democratice organizate vreodată în Armenia, recunoscand totusi imperfecțiuni în desfasurarea alegerilor care insa nu au afectat rezultatul. 
Opoziția a solicitat zeci de numaratori paralele. Într-una dintre ele, pe 21 februarie, într-o sectie centrala din Erevan s-a arătat că Sargsyan a câștigat doar 395 de voturi fata de 709, cu care a fost creditat în numărătoarea inițială; voturile ar fi fost luate de la ceilalți candidați și adaugate la scorul lui Sargsyan. Referitor la aceasta frauda, procurorii au deschis un dosar penal iar presedintele sectiei de votare. Conform HHK, numaratoarea paralela la alte peste 30 de secții de votare a relevat rezultate similare cu numărul inițial. Sargysan a cerut poliției investigarea presupuselor fraude electorale de pe 22 februarie
Rezultatele finale, provenite de la Comisia Electorală Centrală la 24 februarie, au confirmat victoria lui Sargysan, cu 52.82% din voturi (862369 voturi); Ter-Petrossian a avut 21,5% (351,222 voturi) și Baghdasarian s-a spus că a câștigat 17,7% ( 272427 voturi)
Un sondaj de opinie postelectoral realizat de britanici BPOPC între februarie 21 și 24 a confirmat rezultatele Comisiei Electorale Centrale de care Sargsyan 53%, Ter-Petrossian 20%, și Baghdasaryan 13% din voturi
Sargysan a fost desemnat astfel al treilea presedinte al Armeniei, la 9 aprilie 2008.
Rezultate
Candidat	Partid	Voturi	%
Serzh Sargsyan
Partidul Republican din Armenia
862369	52.82%
Levon Ter-Petrossian
	351222	21.50%
Artur Baghdasarian
Statul de Drept
272427	17.70%
Vahan Hovhannisian
Armean Federația Revoluționară
100966	6.20%
Vazgen Manukyan
Uniunea Națională Democrată
21075	1,30%
Tigran Karapetyan
Partidul Popular
9792	0.60%
Artashes Geghamian
Unitate națională
7524	0,46%
Arman Melikian
	4399	0,27%
Aram Harutyunyan
Partidul Național de conciliere
2892	0,17%
Total	1632666	100,00%
Sursa: defacto.am

## Reacții internationale
Organizația pentru Securitate și Cooperare în Europa (OSCE) și Uniunea Europeană (UE) au salutat desfășurarea alegerilor și a afirmat că acestea având ca rezultat la fel de extensiv democratice. [23] Comisia UE a declarat: "Uniunea Europeană felicită poporul armean pentru desfășurarea alegerilor prezidențiale în Armenia. Uniunea Europeană noteaza ca Declarația constatărilor și concluziile preliminare ale misiunii internaționale de observare a alegerilor au concluzionat că alegerile prezidențiale din Armenia, un test important pentru democrația în această țară, a fost realizat în mare parte, în conformitate cu OSCE și ale Consiliului Europei și standardelor. Uniunea Europeana salută eforturile autentice care au fost făcute în vederea soluționării deficiențelor în alegerile anterioare.. Cu toate acestea, UE, de asemenea, constată că Raportul a exprimat îngrijorarea cu privire la procesul electoral și că sunt necesare îmbunătățiri suplimentare pentru a răspunde provocărilor rămase. Acesta constată, în special, că, potrivit ODIHR, îmbunătățiri și politice suplimentare  sunt necesare pentru a aborda probleme cum ar fi lipsa de încredere publică în procesul electoral , lipsa de separare clară între stat și functiile de partid  și să asigure un tratament egal al candidaților. Uniunea Europeană așteaptă cu nerăbdare rezultatele finale ale alegerilor prezidențiale și invită autoritățile competente să se asigure că plângerile sunt investigate în mod corespunzător și neajunsurile abordate ".[24]
Un purtator de cuvant al Statelor Unite din Departamentul de Stat a declarat: "Felicităm poporul Armenia privind alegerile prezidențiale active și competitive din 19 februarie și se notează evaluarea preliminară a Oficiului OSCE de Instituții Democratice și Drepturile Omului (ODIHR) și Adunarea Parlamentară că alegerile au fost" mai ales în conformitate cu OSCE și ale Consiliului Europei și a standardelor pentru alegeri democratice. În același timp, avem, de asemenea, act de faptul că observatorii internaționali au identificat probleme semnificative cu procedurile electorale. Autoritățile armene a au răspuns cu pas pozitiv  într-un număr de jurisdictii. Cerem Guvernului Armenia pentru a asigura ca aceste relatari sunt efectuate detaliat și transparent, sa cerceteze toate acuzațiile de nereguli, și punerea în aplicare de măsuri pentru a îmbunătăți viitoarele alegeri. Cerem, de asemenea, tuturor forțelor politice pentru a continua respectarea statului de drept și de a lucra în mod pașnic și responsabil pentru o democratică Armenia.

## Proteste
Urmarind rezultatele electorale, opozitia protestează începand din Piata Libertatii pană la Casa Operei. Pe 1 martie demonstrantii au fost violent împrastiati de către forțele de poliție și militare omorand cel puțin 10 oameni. Președintele Robert Kocharyan a declarat a 20-a zi de urgență. Aceasta a fost urmată de arestari în masă, precum și o interdicție de factori umani cu privire la orice alte proteste anti-guvernamentale.

## Referinte
1.	^ Robert Kocharyan To Support Serzh Sargsyan, Panorama.am 
2.	^ The Constitution of the Republic of Armenia (27 November 2005), Chapter 3: The President of the Republic, Article 50. 
3.	^ a b An address by Levon Ter-Petrossian at the 26 octombrie 2007 rally in Freedom Square, Yerevan. 
4.	^ National Assembly Vice Chairman A Candidate For President, Panorama.am 
5.	^ [ www.armenialiberty.org ] Monday 1, October 2007 
6.	^ 9 Presidential Candidates, A1+ 
7.	^ "Armenia: Presidential Campaign Gets Under Way", Radio Free Europe/Radio Liberty, 25 January 2008. 
8.	^ "Armenia: FAQ About February's Presidential Election", Radio Free Europe/Radio Liberty, 18 februarie 2008. 
9.	^ a b c d "Sarkisian Thanks Armenians For ‘Overwhelming Support’", Armenialiberty.org, 21 February 2008. 
10.	^ "Armenia: Polls Close Amid Allegations Of Voting Irregularities", Radio Free Europe/Radio Liberty, 19 February 2008. 
11.	^ Opposition allegations cloud Armenia election 
12.	^ "Armenian opposition candidate accuses prime minister of election violations", Associated Press (International Herald Tribune), 19 februarie 2008. 
13.	^ Danielyan, Emil (2008-02-20). "Armenian Vote 'Largely Democratic'". ArmeniaLiberty, Radio Free Europe. http://www.armenialiberty.org/armeniareport/report/en/2008/02/14B31960-C791-4274-B7F0-50B571D0EADD.asp. Retrieved 2008-02-20. 
14.	^ "U.S. expresses concern over Armenia's presidential vote count", Xinhua (People's Daily Online), 21 February 2008. 
15.	^ a b c d "Kocharyan promises to ensure law ands order in Armenia", ITAR-TASS, 23 February 2008. 
16.	^ "Armenia: Sarkisian Claims Disputed Presidential Victory", Radio Free Europe/Radio Liberty, 20 February 2008. 
17.	^ Sargsyan wins Armenian presidential race, Xinhua, 20 februarie 2008. 
18.	^ "Armenian premier asks police to investigate alleged election violations", ITAR-TASS, 22 February 2008. 
19.	^ "Sarkisyan wins Armenian presidential polls - final results", RIA Novosti, 24 February 2008. 
20.	^ "RA CEC DECLARED SERGE SARGSIAN ARMENIA’S PRESIDENT", defacto.am, 25 February 2008. 
21.	^ Armenia Presidential Election Post-Election Poll 
22.	^ President Serzh Sargsyan's inauguration ceremony, 9 April 2008. 
23.	^ European Commission shares OSCE assessment of Armenia’s presidential election 
24.	^ EU: election - important test for democracy - was conducted mostly in line with international standards 
25.	^ U.S. congratulates Armenian people on conduction of active and competitive presidential election 
Alegeri si referendumuri in Armenia
Alegeri prezidentiale: 1991 • 1996 • 1998 • 2003 • 2008
Alegeri parlamentare: 1919 • 1991 • 1995 • 1999 • 2003 • 2007

Referendum: 1991 • 2003 • 2005